# Джованні Боргато
Джованні Боргато (італ. Giovanni Borgato, 10 січня 1897, Венеція — 1975) — італійський футболіст, що грав на позиції захисника.
Виступав, зокрема, за клуб «Болонья», а також національну збірну Італії.
Чемпіон Італії.

## Клубна кар'єра
У дорослому футболі дебютував 1914 року виступами за команду «Венеція», в якій провів вісім сезонів.
Згодом з 1923 по 1928 рік грав у складі команд «Болонья». У 1925 році здобув з командою перший в історії титул чемпіона Італії.
Сезон 1928/29 провів у клубі «Фіорентіна». Завершив ігрову кар'єру у команді «Кальярі», за яку виступав протягом 1929—1930 років.

## Виступи за збірну
1926 року дебютував в офіційних матчах у складі національної збірної Італії. Італійці зіграли внічию 1:1 зі збірною Швейцарії. Цей матч залишився для Боргато єдиним у складі збірної.
Помер 1 січня 1975 року на 78-му році життя.
| Дата      | Місто | Господарі | Результат | Гості  | Турнір           | Голи | Примітки |
| --------- | ----- | --------- | --------- | ------ | ---------------- | ---- | -------- |
| 18-4-1926 | Цюрих | Швейцарія | 1 – 1     | Італія | товариський матч | -    |          |
| Усього    |       | Матчів    | 1         |        | Голів            | 0    |          |

## Титули і досягнення
- Чемпіон Італії (1):

«Болонья»: 1924–1925
- Срібний призер чемпіонату Італії (1):

1926–1927
- Фіналіст Північної ліги Італії: (2):

1923–1924, 1925–1926